# 토마스 데 토르케마다

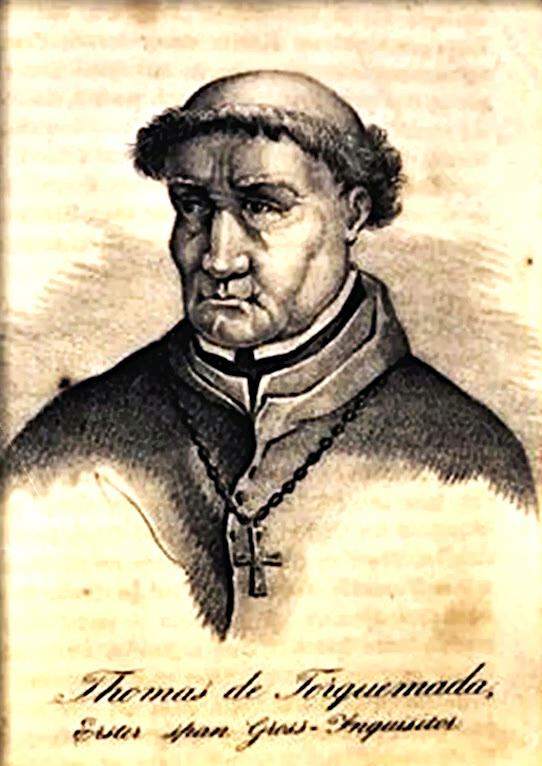
대이단심문관 토마스 데 토르케마다, 리토그라프, 마드리드 국립도서관 소장

토마스 데 토르케마다(스페인어: Tomás de Torquemada, 1420년 10월 14일 ~ 1498년 9월 16일)는 카스티야 출신의 도미니코회 수사이자 성직자 재판소(일명 스페인 이단심문소)의 초대 대이단심문관이었다. 스페인 이단심문소는 1478년에 설립된 성직자 집단으로, 새롭게 통합된 카스티야와 아라곤 왕국 영토 내에서 "가톨릭 정통성을 수호한다"는 다소 모호한 임무를 부여받았다. 이 새로 형성된 왕국 연합의 영토는 현재 스페인 왕국으로 알려져 있다.
당시 카스티야와 아라곤의 무슬림과 유대인들은 박해를 피해 가톨릭으로 개종하는 것이 사회적, 정치적, 경제적으로 유리하다고 여겼다(콘베르소, 모리스코, 마라노 참조). 유대교에서 표면적으로만 개종한 이들(즉, 은밀한 유대교도)의 존재는 가톨릭 군주들에게 그들 영토의 종교적, 사회적 생활에 대한 위협으로 인식되었다. 이로 인해 토르케마다는 1492년 카스티야와 아라곤 왕국에서 유대인을 추방한 알람브라 칙령의 주요 지지자 중 한 명이 되었는데, 그 자신도 콘베르소 조상을 둔 것으로 여겨졌다.
이단심문소가 자백을 얻어내기 위해 고문을 사용하고 유죄 선고를 받은 이들을 화형에 처했으며, 토르케마다 본인이 이러한 관행을 승인하고 심지어 옹호했기 때문에, 그의 이름은 잔인함, 종교적 불관용, 광신의 대명사가 되었다. 토르케마다 재임 기간 동안 화형에 처해진 사람의 수는 2,000명으로 추정된다.

## 생애

### 어린 시절
토르케마다는 1420년 10월 14일 카스티야 왕국의 바야돌리드나 인근 마을 토르케마다에서 태어났다. 15세기 연대기 작가이자 토르케마다의 동시대인이며 콘베르소였던 에르난도 델 풀가르는 토마스 데 토르케마다의 삼촌인 후안 데 토르케마다가 콘베르소 출신이었다고 기록했다. 후안 데 토르케마다는 유명한 신학자이자 추기경이었다. 콘베르소였던 풀가르는 후안 데 토르케마다의 조카인 토마스 데 토르케마다에 대한 증오심에서 이러한 주장을 했다고 여겨진다. 그러나 2020년에 후안 데 토르케마다의 모든 조상을 연구한 결과 그의 가문에서 유대교에서 개종한 이는 없는 것으로 밝혀졌다.
토르케마다는 매우 어린 나이에 지역의 산 파블로 도미니코회 수도원에 입회했다. 교회 정통성의 열렬한 옹호자로서 그는 학식, 경건함, 금욕으로 확고한 명성을 얻었다. 그 결과 그는 세고비아의 산타 크루스 수도원 원장으로 승진했다. 이 무렵 그는 어린 이사벨 1세 공주를 만났고, 둘은 즉시 종교적, 이념적 유대감을 형성했다. 수년간 토르케마다는 그녀의 정기적인 고해 신부이자 개인 자문역을 맡았다. 그는 1474년 이사벨의 대관식에 참석했고, 그녀의 가장 가까운 동맹이자 지지자로 남았으며, 1469년 그녀에게 아라곤의 페르난도 왕과 결혼하여 두 왕국을 통합하고 자신의 목적을 위해 이용할 수 있는 권력 기반을 만들라고 조언하기도 했다. 토르케마다는 페르난도의 야심을 억제하고 그의 고해 신부도 되었다.

### 이단심문소의 설립
토르케마다는 마라노와 모리스코가 스페인의 복지에 위협이 된다고 깊이 의심했는데, 이는 그들의 증가하는 종교적 영향력과 경제력 때문이었다. 아라곤 왕국에는 14세기와 15세기 대부분의 기간 동안 거의 지속적으로 도미니코회 이단심문관들이 있었다. 페르난도 왕과 이사벨 여왕은 교황 식스토 4세에게 스페인에서 종교재판을 관장할 성직자 재판소를 허가해 줄 것을 청원했다. 교황은 그들의 요청을 승인하여 1478년 말에 신앙 전파를 위한 성직자 재판소를 설립했다.
교황의 칙서는 군주들에게 이단심문관을 지명할 수 있는 전권을 부여했다. 로마는 왕실이 지명한 후보자들을 공식적으로 임명할 권리를 유지했다. 헨리 찰스 리는 카스티야와 아라곤의 스페인 이단심문소가 공동 통치 기간 내내 페르난도의 지시 아래 굳건히 유지되었다고 관찰했다.

### 대이단심문관
교황은 1482년 초에 토르케마다를 포함한 여러 이단심문관을 스페인 왕국들에 임명했다. 1년 후 그는 스페인의 대이단심문관으로 임명되어 1498년 사망할 때까지 그 직위를 유지했다. 1484년 토르케마다는 왕실 고해 신부 역할을 도미니코회의 디에고 데사에게 넘겼는데, 그는 결국 토르케마다의 후임 대이단심문관이 되었다. 이듬해 세비야에서 열린 총회에서 토르케마다는 이단심문관들의 조사를 이끌 28개 신앙 조항을 공포했다.
그의 지휘 아래 15년 동안 스페인 이단심문소는 세비야의 단일 재판소에서 24개의 성직자 재판소 네트워크로 성장했다. 대이단심문관으로서 토르케마다는 스페인 이단심문소(원래 1478년 카스티야에 설립됨)를 재조직하여 세비야, 하엔, 코르도바, 시우다드레알, (나중에) 사라고사에 재판소를 설립했다. 그의 목표는 스페인에서 이단을 제거하는 것이었다. 스페인의 연대기 작가 세바스티안 데 올메도는 그를 "이단자들의 망치, 스페인의 빛, 조국의 구원자, 그의 수도회의 영광"이라고 불렀다.
1492년 3월 31일의 알람브라 칙령에 따라 약 40,000명의 유대인들이 개인 소지품만을 가지고 스페인에서 추방되었다. 약 50,000명의 다른 유대인들은 스페인에 남기 위해 기독교 세례를 받았다. 그들 중 많은 이들은 구기독교도 다수에 의해 경멸적으로 "마라노"라고 불렸으며, 비밀리에 일부 유대교 전통을 유지했다. 그들은 이단심문소의 주요 표적이었지만, 이단심문소를 비판하는 사람들도 추적했다.
로마로 보내진 사면 청원이 너무 많아 교황은 토르케마다의 가혹함을 알게 되었고, 이단심문소의 대표들을 세 차례나 로마로 소환했다. 또한 이사벨와 페르난도는 성직자 재판소로 전용되는 자금의 규모에 대해 우려하여 교황에게 항의하기도 했다. 그러나 토르케마다의 권력은 그를 적어도 1494년까지 그 자리에 있게 했다.
토르케마다가 대이단심문관으로 재임하는 동안 스페인 이단심문소의 희생자 수에 대해서는 다양한 추정치가 있다. 이사벨 여왕의 비서였던 에르난도 델 풀가르는 그녀의 통치 기간 전체 동안 2,000건의 처형이 있었다고 기록했는데, 이는 토르케마다의 사망 이후까지 확장된다.

### 사망
말년에 토르케마다의 건강이 악화되자 1494년 6월 교황 알렉산데르 6세는 4명의 보조 이단심문관을 임명하여 토르케마다가 이단심문소 운영을 돕도록 했다. 공식적으로는 이 교황의 보조관 임명이 토르케마다의 '건강 악화' 때문인 것으로 보였지만, 많은 역사학자들은 토르케마다의 끊임없는 열정에 대해 교황에게 도달한 수많은 불만이 이러한 '보조 이단심문관' 임명의 진정한 원인이었을 것이라고 믿는다. 자신의 사명에 대한 믿음은 변함이 없었지만 실질적인 권력은 박탈당한 채, 토르케마다는 1494년 아빌라의 성 토마스 아퀴나스 수도원으로 은퇴했다. 그는 보통 왕실 가족을 돌보기 위해서만 수도원을 떠났고, 다시 한 번 수사의 단순한 삶을 살았다. 1498년, 여전히 대이단심문관 직을 맡고 있던 그는 마지막 총회를 열어 스페인에서 이단심문소의 지속을 보장하기 위한 새로운 규칙들을 제정했다. 이 규칙들은 이단심문소에 대해 제기된 일부 행정적 남용을 억제하려는 시도였다. 스페인의 대이단심문관으로 15년을 보낸 후, 토르케마다는 1498년 9월 16일 수도원에서 사망하여 그곳에 안장되었다. 그의 무덤은 1832년에 도굴당했는데, 이는 이단심문소가 마침내 해체되기 불과 2년 전이었다. 그의 유골은 도난되어 아우토다페와 같은 방식으로 의식적으로 화장되었다고 한다.

## 참고문헌

### 서지
- A.G. (1940). “Review: Torquemada: Scourge of the Jews by Thomas Hope”. 《Studies: An Irish Quarterly Review》 29 (113): 139–141. JSTOR 30097833.
- Caldwell Ames, Christine, Righteous Persecution: Inquisition, Dominicans, and Christianity in the Middle Ages, (Philadelphia: University of Pennsylvania Press, 2013)
- Domínguez Casas, Rafael (2020). “El linaje del cardenal don Juan de Torquemada: poder económico y promoción artística”. 《BSAA Arte》 (스페인어) 86 (86): 41–94. doi:10.24197/bsaaa.86.2020.41-94.
- Duran, Alphonsus Maria, Why Apologize for the Spanish Inquisition?, (Eric Gladkowski, Ed., 2000). ISBN 0-9702235-0-1.
- Goldberg, Enid A. & Itzkowitz, Norman, "Tomas de Torquemada" (A Wicked History), (Scholastic Books, 2008) ISBN 1-4351-0322-X
- Kamen, Henry, The Spanish Inquisition: A Historical Revision, (Yale University Press, 1999). ISBN 0-300-07880-3.
- Lea, Henry Charles, The history of the Inquisition of Spain, (Macmillan, 1906–07) s: A History of the Inquisition of the Middle Ages/Volume I
- Sabatini, Rafael, Torquemada and the Spanish Inquisition (revised edition, Houghton Mifflin Company, 1930)
- Taunton, Ethelred Luke (1911). 〈Torquemada, Thomas〉.   Chisholm, Hugh. 《브리태니커 백과사전》 27 11판. 케임브리지 대학교 출판부. 58–60쪽.
- Walsh, William Thomas, Characters of the Inquisition, (Tan Books and Publishers, 1987). ISBN 0-89555-326-0 .